# Ординатор (4-й сезон)
Четвертый сезон американского телесериала «Ординатор» премьера которого состоялась на канале FOX 12 января 2021 года, заключительная серия сезона вышла 18 мая 2021 года. Сезон состоит из четырнадцати эпизодов.

## Сюжет
Сериал рассказывает о молодом интерне с идеалистическими взглядами на жизнь, который начинает работать под началом блестящего ординатора. Со временем главный герой понимает, что не всё так просто, и в его работе есть сотни нюансов, на которые невозможно закрыть глаза.

## В ролях

### Основной состав
- Мэтт Зукри — доктор Конрад Хокинс, старший ординатор
- Эмили Ванкэмп — Николетт «Ник» Невин, медсестра
- Маниш Дайал — доктор Девон Правеш
- Шонетт Рене Уилсон — доктор Мина Окафор
- Брюс Гринвуд — доктор Рэндольф Белл, заведующий хирургией
- Джейн Ливз - доктор Китт Восс
- Моррис Честнат - доктор Барретт Кейн
- Малькольм-Джамал Уорнер - Доктор Эй Джей Остин

## Эпизоды
| № общий | № в сезоне | Название                                                              | Режиссёр       | Автор сценария                  | Дата премьеры   | Произв. код | Зрители в США (млн) |
| --- | ---------- | --------------------------------------------------------------------- | -------------- | ------------------------------- | --------------- | ----------- | ------------------- |
| 58 | 1          | «Свадьба, Похороны» «A Wedding, A Funeral»                            | Роб Корн       | Даниэла Ламас & Эрик Лу         | 12 января 2021  | 4LAP01      | 3.92                |
| Во время пандемии COVID-19 сотрудники Chastain делают все возможное для лечения подавляющего числа пациентов, с которыми они сталкиваются, одновременно пытаясь защитить своих близких; Конрад и Ник женятся. |            |                                                                       |                |                                 |                 |             |                     |
| 59 | 2          | «Кенгуру-корт Мины» «Mina's Kangaroo Court»                           | Роб Корн       | Питер Элкофф & Марки Джексон    | 19 января 2021  | 4LAP02      | 3.42                |
| Когда пациент, выбранная Кейном для операции, возвращается с осложнениями, Мина и Раптор спорят о том, как справиться с ситуацией; Конрад и Девон лечат местную конгрессвумен.                                |            |                                                                       |                |                                 |                 |             |                     |
| 60 | 3          | «Случайный пациент» «The Accidental Patient»                          | Роб Дж. Гринли | Марк Халси & Тодд Хартан        | 26 января 2021  | 4LAP03      | 3.58                |
| Когда Кейн пытается быть героем на месте аварии, его сбивает машина, в результате чего врачи Честейна откладывают в сторону свои личные проблемы, чтобы попытаться спасти его жизнь.                          |            |                                                                       |                |                                 |                 |             |                     |
| 61 | 4          | «Переезд и куры-матери» «Moving On And Mother Hens»                   | Роб Дж. Гринли | Джен Клейн                      | 2 февраля 2021  | 4LAP04      | 4.09                |
| 62 | 5          | «Домой до наступления темноты» «Home Before Dark»                     | Лесли Либман   | Эми Холден Джонс & Эндрю Чэпман | 9 февраля 2021  | 4LAP05      | 3.44                |
| 63 | 6          | «Реквиемы и возрождения» «Requiems & Revivals»                        | Неизвестно     | Неизвестно                      | 16 февраля 2021 | 4LAP06      | 3.80                |
| 64 | 7          | «Моменты героев» «Hero Moments»                                       | Неизвестно     | Неизвестно                      | 2 марта 2021    | 4LAP07      | 3.57                |
| 65 | 8          | «Первые дни, последние дни» «First Days, Last Days»                   | Неизвестно     | Неизвестно                      | 9 марта 2021    | 4LAP08      | 3.46                |
| 66 | 9          | «Двери открываются, двери закрываются» «Doors Opening, Doors Closing» | Неизвестно     | Неизвестно                      | 13 апреля 2021  | 4LAP09      | 3.54                |
| 67 | 10         | «В неизвестность» «Into the Unknown»                                  | Неизвестно     | Неизвестно                      | 20 апреля 2021  | 4LAP10      | 3.52                |
| 68 | 11         | «После бури» «After the Storm»                                        | Неизвестно     | Неизвестно                      | 27 апреля 2021  | 4LAP11      | 3.29                |
| 69 | 12         | «Надежда в невидимом» «Hope In The Unseen»                            | Неизвестно     | Неизвестно                      | 4 мая 2021      | 4LAP12      | 3.43                |
| 70 | 13         | «Finding Family»                                                      | Неизвестно     | Неизвестно                      | 11 мая 2021     | 4LAP13      | 3.10                |
| 71 | 14         | «Прошлое, настоящее, будущее» «Past, Present, Future»                 | Неизвестно     | Неизвестно                      | 18 мая 2021     | 4LAP14      | 3.04                |

## Производство

### Разработка
19 мая 2020 американский телеканал FOX продлил телесериал на четвертый сезон. Премьера четвертого сезона состоится 12 января 2021 года.